# Alexandru Sencovici
Alexandru Francisc Sencovici (Geburtsname: Sándor Szenkovics; * 30. Juli 1902 in Dej, Kreis Cluj; † 10. November 1995 in Bukarest) war ein Politiker der Rumänischen Kommunistischen Partei PCR (Partidul Comunist Român), der zwischen 1949 und 1957 Minister für Leichtindustrie, von 1959 bis 1961 Minister für Konsumgüterindustrie sowie zwischen 1961 und 1969 abermals Minister für Leichtindustrie war.

## Leben

### Kommunistischer Aktivist, Mitglied der Großen Nationalversammlung und Vizeminister
Der als Sándor Szenkovics geborene Alexandru Francisc Sencovici gehörte zur Volksgruppe der Magyaren besuchte sechs Jahre lang die Grundschule und arbeitete nach einer Berufsausbildung von 1919 bis 1921 als Schlosser in einer Brennerei in Oradea. Danach arbeitete er zwischen 1921 und 1925 als Schlosser in verschiedenen Unternehmen in Oradea, Galați und Gara Ocnița. 1925 trat er der damaligen Kommunistischen Partei PCdR (Partidul Comunist din România) als Mitglied bei und wurde wegen des bestehenden Verbots der Partei mehrmals festgenommen. Er wurde 1927 Sekretär des Komitees der PCdR in Oradea sowie 1932 Sekretär des Parteikomitees der Region Cluj. 1935 wurde er für sechs Monate als Vertreter der rumänischen Sektion in der Kommunistischen Internationale (Komintern) in die Sowjetunion entsandt und wurde nach seiner Rückkehr 1936 zunächst Mitglied sowie daraufhin 1939 Sekretär des Parteikomitees von Siebenbürgen.
Nach dem Ende des Zweiten Weltkrieges wurde Sencovci 1945 Sekretär der Confederația Generală a Muncii CGM, des Dachverbandes der Gewerkschaften und war für den Wahlkreis Satu Mare zwischen 1946 und 1948 Mitglied der Abgeordnetenkammer (Adunarea Deputaților). 1948 wurde er außerdem Mitglied der Großen Nationalversammlung (Marea Adunare Națională) und gehörte dieser 32 Jahre lang bis 1980 an. Er bekleidete vom 17. Juli 1948 bis Dezember 1949 den Posten als Vize-Minister für Arbeit und Sozialfürsorge.

### Minister für Leichtindustrie und Minister für Konsumgüterindustrie
Am 8. Juli 1949 übernahm Alexandru Sencovici im vierten Kabinett Groza das Amt als Minister für Leichtindustrie (Ministrul industriei ușoare). Dieses Ministeramt bekleidete er auch im ersten Kabinett Gheorghiu-Dej (2. Juni 1952 bis 28. Januar 1953), im zweiten Kabinett Gheorghiu-Dej (28. Januar 1953 bis 4. Oktober 1955) sowie im ersten Kabinett Stoica (4. Oktober 1955 bis 19. März 1957). Er wurde auf dem Siebten Parteitag der PMR (23. bis 28. Dezember 1955) Mitglied der Zentralen Revisionskommission der PMR und war bis zum 25. Juni 1960 Mitglied dieses Gremiums.
Am 11. April 1959 übernahm Sencovici im zweiten Kabinett Stoica Nachfolger von Ștefan Voitec das Amt als Minister für Konsumgüterindustrie (Ministrul industriei bunurilor de consum) und hatte dieses Amt bis zum 21. März 1961 inne. Auf dem Achte Parteitag der PMR (20. bis 26. Juni 1960) wurde er Mitglied des ZK der PMR und gehörte diesem Gremium bis zum 23. November 1979 an. Er wurde am 21. März 1961 im ersten Kabinett Maurer abermals Minister für Leichtindustrie und verblieb in diesem Amt auch im zweiten Kabinett Maurer (18. März bis 20. August 1965), im dritten Kabinett Maurer (21. August 1965 bis 8. Dezember 1967) sowie im vierten Kabinett Maurer (9. Dezember 1967 bis 12. März 1969). Nach seinem Ausscheiden aus der Regierung wurde er im März 1969 Vorsitzender des Parlamentsausschusses für Industrie, Bau und Transport (Comisiei pentru industrie, construcții și transporturi) und war zudem Mitglied des Zentralkollegiums des ZK der PCR sowie Mitglied des Nationalrates der Sozialistischen Einheitsfront FUS (Frontul Unității Socialiste). Auf der Plenarsitzung des ZK vom 26. bis 27. Oktober 1977 wurde außerhalb der Tagesordnung auf seinen Wunsch der Streik der Bergleute aus dem Schiltal vom 1. 3. August 1977 ebenfalls diskutiert.
Aus seiner Ehe mit Elisabeta Bozsi gingen zwei Söhne, darunter Gheorghe Sencovici, der bei den Olympischen Sommerspielen 1968 im Schießen teilnahm und der mit der Sängerin und Schauspielerin Margareta Pâslaru verheiratet war.

### Ehrungen und Auszeichnungen
Für seine langjährigen Verdienste wurde Alexandru Sencovici mehrfach ausgezeichnet und erhielt unter anderem 1949 den Orden der Arbeit Zweiter Klasse (Ordinul Muncii), 1959 den Orden 23. August Zweiter Klasse (Ordinul 23. August), 1962 den Titel Held der sozialistischen Arbeit (Erou al Muncii Socialiste) und die Goldene Medaille „Sichel und Hammer“ (Medalia de aur secera si ciocanul) sowie 1966 den Orden Tudor Vladimirescu Fünfter Klasse (Ordinul Tudor Vladimirescu).